# Мюсюслампи
Мю́сюсла́мпи (фин. Mysyslampi) — озеро на территории Лоймольского сельского поселения Суоярвского района Республики Карелия.

## Общие сведения
Площадь озера — 1,2 км². Располагается на высоте 162,1 метров над уровнем моря.
Форма озера продолговатая, вытянутая с юго на север. Берега каменисто-песчаные.
С южной стороны из вытекает безымянный ручей, втекающий в реку Волгайоки.
Код водного объекта в государственном водном реестре — 01050000111102000011844.